# Кривошипно-шатунний виконавчий механізм
Кривошипно-шатунний виконавчий механізм використовується як в
енергетичних, так і в технологічних машинах, а саме: у
двигунах внутрішнього згоряння; поршневих компресорах;
поршневих насосах; швейних машинах; кривошипних
пресах; у приводі засувок деяких квартирних, сейфових
дверей. Призначений для перетворення зворотно-поступального руху поршня в обертовий рух і навпаки
За принципом дії кривошипно-шатунні механізми
можуть працювати за прямою або зворотною схемами.
- Пряма схема. Кінематична ланка під дією сил (наприклад поршень під дією тиску газів) поступально рухається в сторону колінчастого вала. За допомогою кінематичних пар «поршень-шатун» і «шатун-вал» поступальний рух поршня перетворюється в обертальний рух колінчастого вала. Колінчастий вал складається з: шатунних шийок; корінних шийок; противаги.
- Зворотна схема. Колінчастий вал під дією прикладеного зовнішнього обертового моменту виконує обертовий рух, який через кінематичний ланцюг «вал-шатун-поршень» перетворюється в поступальний рух поршня.

Кривошипно-шатунний механізм може бути:
- — центральний, у якого вісь циліндра перетинається з віссю колінчастого вала;
- — зміщений, у якого вісь циліндра зміщена щодо осі колінчастого вала на величину а;
- — V-подібний (в тому числі з причіпним шатуном), у якого два шатуни, що працюють на лівий і правий циліндри, розміщені на одному кривошипі колінчастого вала.

За співвідношенням ходу і діаметра поршня
розрізняють:
- — короткого ходу (S/D < 1);
- — довгого ходу (S/D > 1).